# Gruppo Sportivo Supertessile Rieti 1940-1941
Questa voce raccoglie le informazioni riguardanti il Gruppo Sportivo Supertessile Rieti nelle competizioni ufficiali della stagione 1940-1941.

## Rosa
| N. |                   | Ruolo | Calciatore           |
| -- | ----------------- | ----- | -------------------- |
|    | Italia (bandiera) |       | A. Arapi             |
|    | Italia (bandiera) | A     | Dante Bazzanti       |
|    | Italia (bandiera) | C     | Luigi Bergamini      |
|    | Italia (bandiera) | P     | Aldo Bresciani       |
|    | Italia (bandiera) | A     | Stanislao Chiapulin  |
|    | Italia (bandiera) | C     | Alessandro Codeluppi |
|    | Italia (bandiera) |       | F. Colarieti         |
|    | Italia (bandiera) | C     | Leone Della Latta    |
|    | Italia (bandiera) | D     | Cesare Del Torto     |
|    | Italia (bandiera) | A     | Carlo Di Beo         |

| N. |                   | Ruolo | Calciatore            |
| -- | ----------------- | ----- | --------------------- |
|    | Italia (bandiera) | C     | Nello Facchini        |
|    | Italia (bandiera) | C     | Divinangelo Faiazza   |
|    | Italia (bandiera) | C     | Giovanni Franceschini |
|    | Italia (bandiera) | D     | Giuseppe Franceschini |
|    | Italia (bandiera) | C     | Nicola Giacomini      |
|    | Italia (bandiera) | A     | Luigi Lessi           |
|    | Italia (bandiera) | D     | Alfredo Menegazzi     |
|    | Italia (bandiera) | A     | Dante Petrini         |
|    | Italia (bandiera) | P     | Giuseppe Stocco       |
|    | Italia (bandiera) | D     | Giuseppe Valenti      |